# 松宜矿区
松宜矿区是中华人民共和国湖北省宜昌市宜都市下辖的一个乡镇级行政区。

## 行政区划
松宜矿区下辖以下村级行政区划单位：
松滋管理区社区、松木坪社区、鸽子坛社区、陈家河社区、坛子口社区、铁路社区、枝城水泥厂社区和尖岩河社区。

## 历史
湖北省松宜矿务局原为省属国有企业，矿务局机关设立在宜都市松木坪镇。矿区地跨荆州松滋、宜昌宜都两市，面积108平方公里，总人口约2万人。1958年大跃进时期，松宜掀起办煤高潮，矿井多达152对，职工人数1.8万人。1960年5月“宜昌专区松木坪煤矿”与“荆州煤矿公司”合并成立“湖北省松宜煤炭矿务局”,隶属湖北省燃料工业厅。此后至1965年矿务局仅保留猴子洞、干沟河2对矿井，职工精简到987人。1966年鸽子潭、坛子口等矿井建设得到恢复。1969年9月12日省属松宜煤矿下放荆州地区管理。1969年9月18日为改变“北煤南运”，矿区再掀办煤高潮，“湖北荆州地区松宜煤田会战指挥部”成立。1974年松宜矿区专用铁路建成，专线长64公里，配建跨越式煤仓5个、滑坡式煤仓2个，7个矿井的煤炭由铁路运输。1978年4月3日湖北省革命委员会（78）第29号文批准，将荆州地区松宜煤炭矿务局收归湖北省煤炭工业局隶属，改名为“湖北省松宜煤炭矿务局”。1978年原煤产量突破70万吨，创历史最好水平。松宜成为湖北省第二大煤炭生产基地。建成石家湾煤矿、鸽子潭煤矿、坛子口煤矿、陈家河煤矿一井二井、尖岩河煤矿、庙河矿、石家湾矿、背洞湾矿、尖岩河矿等。80年代矿井10对，年产煤炭40万吨。2003年5月，松宜矿务局下放宜昌市。2003年8月下放宜都市。2004年10月实施企业改制为松宜煤业责任有限公司，实行全员改制，时有生产矿井5对，生产能力33万吨。2006年4月，经湖北省编委和宜昌市编委批准组建成立松宜矿区管理委员会，为宜都市人民政府派出机构。2017年松宜煤矿最后2座矿井（尖岩河煤矿、陈家河煤矿一井）全部关闭。